# Autovía A-15
Die Autovía A-15 oder Autovía de Navarra/Autovia de Leizarán ist eine Autobahn in Spanien. Die Autobahn beginnt in Medinaceli und endet in Villabona. Zurzeit ist nur das Teilstück zwischen Irurzun und Andoáin fertiggestellt.

## Abschnitte
| Position | Kurzbezeichnung des Abschnitts | Abschnitt                                          | km    | Eröffnung  |
| -------- | ------------------------------ | -------------------------------------------------- | ----- | ---------- |
| 1        | A-15                           | Medinaceli (A-2)-N-111                             | 0,5   | 2015       |
| 2        | A-15                           | N-111-Radon                                        | 12,5  | 2015       |
| 3        | A-15                           | Radona-Sauquillo del Campo                         | 14    | 2010       |
| 4        | A-15                           | Sauquillo del Campo-Almazán (süd)                  | 11,5  | 2013       |
| 5        | A-15                           | Variante Almazán                                   | 4,6   | 2013       |
| 6        | A-15                           | Almazán Cubo de la Solana                          | 13,35 | 2008       |
| 7        | A-15                           | Cubo de la Solana Los Rábanos Autovía A-11 A-11    | 8,5   | 2009       |
| 8        | SO-20                          | Los Rábanos (A-11)- Soria                          | 7,3   | 2009       |
| 9        |                                | Los Rábanos (A-11)- Fuensaúco                      | 16,6  | in Planung |
| 10       |                                | Fuensaúco Villar del Campo                         | 15,5  | in Planung |
| 11       |                                | Villar del Campo-Ágreda                            | 18,7  | in Planung |
| 12       | A-15                           | Variante Ágreda                                    | 8,9   | 2007       |
| 13       | A-15                           | Ágreda-Tudela (AP-15 AP-68)                        | 35    | in Planung |
| 14       | A-15                           | Umfahrung Pamplona (west)                          | 9,3   | 1991       |
| 15       | A-15                           | Irurzun (A-10)-Latasa                              | 4,2   | 1995       |
| 16       | A-15                           | Latasa-Lecumberri (südost)                         | 6,6   | 1995       |
| 17       | A-15                           | Variante Lecumberri                                | 3,5   | 1991       |
| 18       | A-15                           | Lecumberri (nordost)-Azpíroz (Tunnel)              | 4,8   | 1995       |
| 19       | A-15                           | Azpíroz-Provinz Gipuzkoa/Navarra                   | 8,1   | 1995       |
| 20       | A-15                           | Provinz Gipuzkoa/Navarra – Andoáin (Sorabilla) A-1 | 16,7  | 1995       |
| 21       | A-15 N-I                       | Verbindung Andoáin (Sorabilla – Bazkardo)          | 3,9   | in Planung |
| 22       | A-15                           | Variante Andoáin (Bazcardo)                        | 2,2   | 2011       |
| 23       | A-15                           | Variante Urnieta                                   | 3,1   | 2009       |
| 24       | A-15                           | Variante Hernani                                   | 2,4   | 2013       |
| 25       | A-15                           | Variante Astigarraga                               | 3,2   | 2006       |

### Streckenführung

#### Autovía de Navarra: Medinaceli-Tudela
| Position | km      | Abschnitt                                                                   | Anschluss an        |
| -------- | ------- | --------------------------------------------------------------------------- | ------------------- |
| 1        |         | Madrid- Guadalajara weiter als A-2 E-90                                     | A-2 E-90            |
| 2        | 1       | Medinaceli                                                                  | N-111 N-II          |
| 3        | 9       | Beltejar-Yelo                                                               | SO-P-3045 SO-P-4059 |
| 4        | 13      | Radona-Alcubilla de las Peñas                                               | SO-P-3046 SO-P-4058 |
| 5        | 23      | Adradas-Ontalvilla de Almazán                                               | N-111 SO-P-4055     |
| 6        | 28      | Sauquillo del Campo-Taroda                                                  | SO-P-4065 SO-P-3002 |
| 7        | 32      | Coscurita-Centenera del Campo                                               | SO-P-3052 SO-P-4066 |
| 8        | 36      | Bordejé-La Miñosa-Frechilla de Almazán                                      | SO-P-3053 SO-P-4067 |
| 9        | 39      | Almazán (süd), Industriegebiet "La Dehesa"-Morón de Almazán                 | N-111 CL-116 CL-101 |
| 10       | 41      | Almazán (ost)                                                               | CL-101              |
| 11       | 44      | Almazán (nord) Fuentelcarro                                                 | N-111a SO-P-4076    |
| 12       | 56      | Cubo de la Solana-camino de servicio                                        |                     |
| 13       | 62      | Lubia                                                                       | N-111               |
| 14       | 5       | Los Rábanos                                                                 | N-111               |
| 15       | 68      | Soria – Pamplona – Logroño Valladolid – Burgos – Saragossa weiter als SO-20 |                     |
| 16       | 68-106  | Los Rábanos-Ágreda (in Planung)                                             |                     |
| 17       |         | Los Rábanos weiter als N-122                                                | N-122               |
| 18       | 106     | Ágreda (west) Ólvega                                                        | N-122 CL-101        |
| 19       | 101     | Pamplona Ágreda (nord)-Saragossa-Tarazona                                   | N-113 N-122         |
| 20       |         | Tudela weiter als N-113                                                     | N-113               |
| 21       | 101-131 | Ágreda-Tudela (in Planung)                                                  |                     |

#### Autovía del Leitzaran: Irurzun-Andoáin
| Position | km   | Abschnitt                     | Anschluss an |
| -------- | ---- | ----------------------------- | ------------ |
| 1        |      | Pamplona weiter als AP-15     | AP-15        |
| 2        | 112  | Alsasua-Vitoria-Gasteiz       | A-10         |
| 3        | 113  | Irurzun                       |              |
| 4        | 117  | Latasa – Goldaratz            |              |
| 5        | 118S | Urritza – Ostiz               | NA-411       |
| 6        | 123  | Mugiro – Aldaz – Arruitz      |              |
| 7        | 124  | Lecumberri – Área de Servicio |              |
| 8        | 127  | Lekunberri-Tolosa             | NA-1300      |
| 9        | 132  | Gorriti – Uitzi               | NA-4011      |
| 10       | 133  | Área de Servicio              |              |
| 11       | 137  | Leitza – Areso                | NA-170       |
| 12       |      | Gipuzkoa (Baskenland)/Navarra |              |
| 13       | 142  | Berástegui                    | Gl 2130      |
| 14       | 157  | Andoáin – Sorabilla           | N-I E-5 E-80 |

#### Autovía del Urumea: Andoáin-San Sebastián
| Position | km  | von         | bis                 | Anschluss              |
| -------- | --- | ----------- | ------------------- | ---------------------- |
| 1        | 157 | Andoáin     | Bazkardo            | N-I E-5 E-80           |
| 2        | 159 | Andoáin     |                     | N-I E-5 E-80           |
| 3        | 160 | Andoáin     |                     |                        |
| 4        | 162 | Urnieta     |                     |                        |
| 5        | 164 | Hernani     |                     |                        |
| 6        | 166 | Hernani     | Goizueta            | Gl-3410                |
| 7        | 167 | Urnieta     | Pasaia-Irún-Bayonne | AP-1 AP-8 E-5E-70 E-80 |
| 8        | 168 | Astigarraga | Bilbao-Vitoria      | AP-1 AP-8 E-5E-70 E-80 |

## Größere Städte an der Autobahn
- Irurzun
- Andoáin